# U 701
U 701  war ein deutsches U-Boot vom Typ VII C der Kriegsmarine, welches im Zweiten Weltkrieg zum Einsatz kam. Auf seinen drei Feindfahrten versenkte es fünf Handelsschiffe und drei Hilfskriegsschiffe und beschädigte fünf weitere Schiffe, wobei insgesamt 176 Menschen starben. Am 7. Juli 1942 wurde es vor Cape Hatteras (USA) von einem US-amerikanischen Hudson-Bomber versenkt, wodurch 39 Mann der Besatzung starben, obwohl zunächst 36 Mann das Boot rechtzeitig verließen, die folgenden Tage auf hoher See aber nicht überlebten. Am 10. Juli 1942 entdeckte ein Luftschiff der United States Navy sieben Überlebende – unter ihnen der Kommandant Horst Degen –, die kurz darauf in einer gewagten Rettungsaktion mit einem Wasserflugzeug der US-Küstenwache bei rauer See gerettet wurden und so in Kriegsgefangenschaft gerieten. Der Pilot Richard L. Burke erhielt für die Rettung der deutschen U-Boot-Fahrer das Distinguished Flying Cross.

## Geschichte
Der Bauauftrag für U 701 wurde am 9. Oktober 1939 an die Stülcken-Werft in Hamburg vergeben. Dort wurde das Boot am 3. Mai 1940 auf Kiel gelegt. Der Stapellauf war am 16. April 1941. Am 16. Juli 1941 wurde es unter Kapitänleutnant Horst Degen (1913–1996) in Dienst gestellt.
U 701 gehörte bis zum 1. Dezember 1941 der 3. U-Flottille in Kiel als Ausbildungsboot an. Anschließend war es bis zu seiner Versenkung als Frontboot bei der 3. U-Flottille in Brest. Als Wappen führte dieses Boot die Zeichnung eines Knurrhahns, welcher in schwarzer Farbe auf beide Turmseiten gemalt war.

### Einsätze

#### Erste Feindfahrt
Am 27. Dezember 1941 verließ U 701 Kiel zu seiner ersten Feindfahrt. Sie führte das Boot in den Nordatlantik, wo es der Gruppe Ziethen zugeteilt wurde. Am 31. Dezember 1941 wurde Leutnant zur See Bernhard Weinitschke über Bord gespült. Am 6. Januar 1942 versenkte das Boot aus dem Geleitzug SC-62 ein Schiff. Am 9. Februar 1942 lief U 701 in Saint-Nazaire ein.
Erfolge während der Feindfahrten:
- 6. Januar 1942: Versenkung des britischen Dampfers Baron Erskine mit 3.657 BRT (Lage). Alle 41 Mann an Bord kamen ums Leben.

#### Zweite Feindfahrt
Dieser Einsatz begann am 26. Februar 1942 in Saint-Nazaire und endete am 1. April 1942 in Brest. Operationsgebiet war wieder der Nordatlantik. Das Boot war in dieser Zeit u. a. der Gruppe Westwall zugeteilt. Auf dieser 35-tägigen Fahrt wurden zwei Schiffe mit 562 BRT sowie zwei Hilfskriegsschiffe mit 1.048 BRT versenkt.
- 6. März 1942: Versenkung des britischen Trawlers Rononia mit 213 BRT. Alle 11 Mann an Bord kamen ums Leben.
- 7. März 1942: Versenkung des färöischen Trawlers Nyggjaberg mit 349 BRT. Alle 21 Mann an Bord kamen ums Leben.
- 8. März 1942: Versenkung des britischen Hilfskriegsschiffes Notts County mit 541 t (Lage). 41 Mann an Bord kamen ums Leben und nur einer wurde gerettet.
- 11. März 1942: Versenkung des britischen Hilfskriegsschiffes Stella Capella mit 501 t (Lage). Alle 33 Mann an Bord kamen ums Leben.

#### Dritte Feindfahrt
Am 19. Mai 1942 verließ das Boot den Hafen von Brest und legte einen Zwischenstopp in Lorient ein. Von dort lief es am folgenden Tag zur dritten Feindfahrt aus. Operationsgebiet war diesmal die Ostküste der USA, insbesondere das Kap Hatteras. Am 11. Juni 1942 legte U 701 15 TMB-Grundminen vor Virginia Beach. Vier Tage später geriet der Geleitzug KN 109 in diese Sperre. Ein Hilfskriegsschiff sank, zwei Schiffe sowie ein Zerstörer wurden beschädigt. Am 17. Juni forderte diese Minensperre ihr letztes Opfer, als der zum Geleitzug KS-511 gehörenden Frachter Santore nach einem Minentreffer sank. Bis zu seiner Versenkung am 7. Juli 1942 konnte das Boot insgesamt vier Schiffe mit 21.789 BRT versenken und fünf Schiffe mit 38.283 BRT beschädigen.
- 15. Juni 1942: Versenkung des britischen Hilfskriegsschiffes Kingston Ceylonite mit 448 t durch eine Mine (Lage). 18 Mann an Bord kamen ums Leben und 14 wurden gerettet.
- 15. Juni 1942: Beschädigung des amerikanischen Zerstörers Bainbridge mit 1.190 t durch eine Mine. Es gab keine Verluste an Menschenleben.
- 15. Juni 1942: Beschädigung des amerikanischen Tankers ESSO Augusta mit 11.237 BRT durch eine Mine. Es gab keine Verluste an Menschenleben.
- 15. Juni 1942: Beschädigung des amerikanischen Handelsschiffes Robert C. Tuttle mit 11.615 BRT durch eine Mine. Ein Mann der 47-köpfigen Besatzung kam ums Leben.
- 17. Juni 1942: Versenkung des amerikanischen Massengutfrachters Santore mit 7.117 BRT durch eine Mine (Lage). 3 Mann an Bord kamen ums Leben und 43 wurden gerettet[3].
- 19. Juni 1942: Versenkung des amerikanischen Hilfskriegsschiffes YP-389 mit 170 t durch Artilleriebeschuss. 6 Mann an Bord kamen ums Leben und 18 wurden gerettet.
- 25. Juni 1942: Beschädigung des norwegischen Handelsschiffes Tamesis mit 7.256 BRT durch einen Torpedo. Es gab keine Verluste an Menschenleben.
- 27. Juni 1942: Beschädigung des britischen Tankers British Freedom mit 6.985 BRT durch einen Torpedo. Ein Mann der 57-köpfigen Besatzung kam ums Leben.
- 28./29. Juni 1942: Versenkung des amerikanischen Tankers William Rockefeller mit 14.054 BRT durch zwei Torpedos (Lage). Alle 50 Besatzungsmitglieder wurden gerettet.

### Untergang
U 701 lag getaucht vor Kap Hatteras, um aus dem vorbeiziehenden Schiffsverkehr ein lohnendes Ziel auszuwählen. Am Nachmittag des 7. Juli 1942 war es wegen Sauerstoffmangels an Bord gezwungen aufzutauchen. Zu spät bemerkte der Ausguck eine herannahende Hudson des 396. USAAF-Bombergeschwaders, die vom 24-jährigen Lieutenant Harry J. Kane gesteuert wurde. Das U-Boot wurde beim Tauchen am Heck von zwei Bomben getroffen, die den Druckkörper aufrissen. 36 von 43 Männern konnten das zum Großteil geflutete Boot in zwei getrennten Gruppen verlassen. Die Hudson warf vier Schwimmwesten und ein Schlauchboot für die Überlebenden ab und informierte ein Küstenwachboot. Das Wrack von U 701 liegt auf der Position 34° 50′ N, 74° 55′ W.

### Rettung

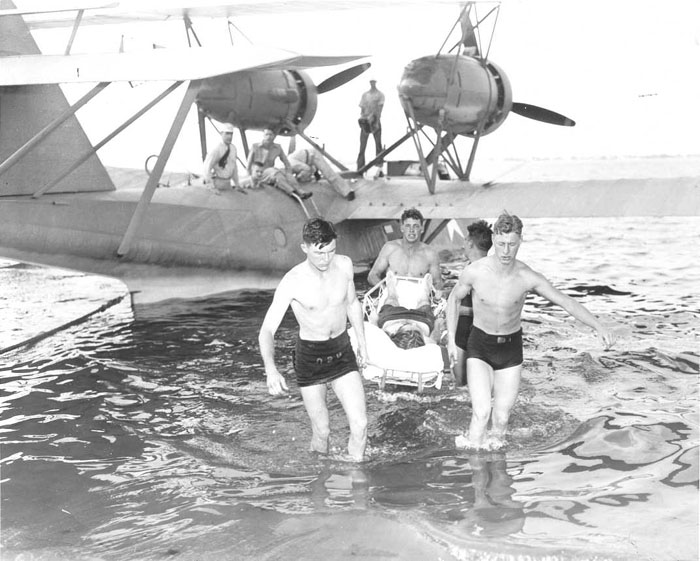
Die Geretteten werden an Land gebracht

Durch den Golfstrom trieben die Schiffbrüchigen vom Versenkungsort ab. Nach und nach verstarben in den nächsten zwei Tagen 29 Männer. US-Patrouillenboote und Flugzeuge suchten die Gegend nach Überlebenden ab, fanden aber zwei Tage lang nichts und niemanden. Am 10. Juli 1942 entdeckte schließlich ein Luftschiff der US Navy die letzten sieben Überlebenden von U 701 – unter ihnen als einzigen überlebenden Offizier Kommandant Horst Degen – und warf ein Rettungsfloß ab, etwa 90 Seemeilen vom Versenkungsort entfernt. Um 16:05 Uhr konnte ein Hall PH-2 Wasserflugzeug der Küstenwache alle sieben Männer retten. Der Pilot, Commander Richard L. Burke, Commodore der Coast Guard Air Station Elizabeth City, erhielt für seine mutige Wasserung in rauer See das zweite Distinguished Flying Cross seiner Laufbahn.